# Richard Taylor (général)
Pour les articles homonymes, voir Richard Taylor et Taylor.
Richard Scott Taylor (27 janvier 1826 – 12 avril 1879) est un général confédéré durant la guerre de Sécession. Il est le fils du président Zachary Taylor et de la première dame Margaret Taylor. Il est descendant d'Édouard III d'Angleterre.

## Biographie
Il est né à Saint Matthews, dans l'État du Kentucky, et est mort à New York, dans l'État de New York.
Il commande l'armée sudiste victorieuse lors de la campagne de la Red River qui consiste en une série de batailles qui se déroulent le long de la Rivière Rouge, en Louisiane, entre le 10 mars et le 22 mai 1864.
Cette campagne, à l'initiative de l'Union, voit s'affronter 30 000 soldats de l'Union sous le commandement de Nathaniel Prentice Banks et 6 000 et 12 000 hommes des troupes confédérées. Le major général Taylor défait brillamment le major général Nathaniel P. Banks à la bataille de Mansfield le 8 avril 1864.
Le général Edmund K. Smith donne l'ordre à Taylor de se retirer et de ne pas attaquer les forces de l'Union. Néanmoins, le major-général Richard Taylor recule jusqu'à la rivière Rouge afin d'être en liaison avec des renforts venus du Texas et d'Arkansas. Il choisit une clairière à quelques kilomètres au sud de Mansfield, endroit où il prend position contre les forces fédérales. Pendant plus de deux heures, les forces se font face autour de cette clairière. Les Confédérés disposent de forces importantes avec l'appui de forces venues du Texas et du Missouri, pendant que les forces de l'Union attendent des renforts qui arriveront trop tard pour changer les combats de l'après-midi. Taylor envoie sa cavalerie pour harceler l'avant-garde des États-Unis alors qu'elle s'approche. Il lance ensuite ses divisions d'infanterie à l'assaut. Le général de brigade de Louisiane, Alfred Mouton, enfonce les lignes ennemies à la tête de la cavalerie sudiste. Il est tué lors d'une des charges contre les forces de l'Union.
Malgré la mort d'Alfred Mouton, les forces confédérées, supérieures en nombre, finissent par remporter la victoire et poursuivent les forces de l'Union qui battent en retraite.
Après la bataille de Pleasant Hill le 9 avril, la moitié des hommes de Taylor, les Walker's Greyhounds, commandés par le major général John George Walker sont envoyés par Edmund K. Smith vers le nord pour y empêcher l'incursion du major général Frederick Steele en Arkansas. Cette décision est fortement contestée par Taylor et sera la cause d'une grande animosité entre les deux hommes.
Richard Taylor reçoit les remerciements du congrès confédéré pour sa performance lors des batailles de Mansfield et de Pleasant Hill.
Richard et sa femme Marie ont cinq enfants : Richard, Zachary, Louise, Elizabeth et Myrthe. Ses deux fils meurent de la scarlatine.